# Wisła Płock 2019-2020
Questa voce raccoglie le informazioni riguardanti il Wisła Płock nelle competizioni ufficiali della stagione 2019-2020.

## Rosa
| N. |                     | Ruolo | Calciatore           |
| -- | ------------------- | ----- | -------------------- |
| 2  | Polonia (bandiera)  | D     | Damian Michalski     |
| 3  | Polonia (bandiera)  | D     | Michał Marcjanik     |
| 5  | Polonia (bandiera)  | D     | Bartłomiej Sielewski |
| 6  | Polonia (bandiera)  | C     | Damian Rasak         |
| 7  | Polonia (bandiera)  | D     | Piotr Tomasik        |
| 8  | Polonia (bandiera)  | C     | Dominik Furman       |
| 9  | Polonia (bandiera)  | C     | Mateusz Szwoch       |
| 10 | Georgia (bandiera)  | C     | Giorgi Merebashvili  |
| 11 | Polonia (bandiera)  | A     | Grzegorz Kuświk      |
| 14 | Polonia (bandiera)  | C     | Mikołaj Kwietniewski |
| 15 | Lituania (bandiera) | A     | Titas Milašius       |
| 16 | Polonia (bandiera)  | A     | Oskar Zawada         |
| 17 | Polonia (bandiera)  | C     | Hubert Adamczyk      |
| 18 | Polonia (bandiera)  | D     | Alan Uryga           |
| 19 | Polonia (bandiera)  | A     | Karol Angielski      |
| 20 | Polonia (bandiera)  | D     | Cezary Stefańczyk    |

| N. |                     | Ruolo | Calciatore          |
| -- | ------------------- | ----- | ------------------- |
| 21 | Brasile (bandiera)  | A     | Ricardinho          |
| 22 | Polonia (bandiera)  | P     | Jakub Wrąbel        |
| 23 | Polonia (bandiera)  | D     | Jarosław Fojut      |
| 24 | Spagna (bandiera)   | D     | Ángel García        |
| 25 | Polonia (bandiera)  | D     | Jakub Rzeźniczak    |
| 27 | Serbia (bandiera)   | C     | Alen Stevanović     |
| 28 | Polonia (bandiera)  | C     | Maciej Ambrosiewicz |
| 30 | Germania (bandiera) | P     | Thomas Dähne        |
| 31 | Polonia (bandiera)  | P     | Bartłomiej Żynel    |
| 44 | Kosovo (bandiera)   | A     | Suad Sahiti         |
| 77 | Polonia (bandiera)  | C     | Maciej Spychała     |
| 87 | Polonia (bandiera)  | P     | Marcel Zapytowski   |
| 88 | Polonia (bandiera)  | A     | Olaf Nowak          |
| 89 | Polonia (bandiera)  | C     | Aleksander Pawlak   |
| 95 | Polonia (bandiera)  | D     | Patryk Stępiński    |
| 99 | Polonia (bandiera)  | A     | Adrian Szczutowski  |